# Grondin (bateau)
Pour les articles homonymes, voir Grondin.
Un yacht type Grondin est un petit voilier à quille et fond plat utilisé en plaisance à partir de 1947.

## Historique
Après avoir dessiné de nombreux petits sloops et dériveurs, François Sergent s'associe à son ami Jean-Jacques Herbulot pour mettre sur le marché un petit yacht économique de croisière d'une longueur de 6,65 mètres nommé Grondin. Destiné à la construction amateur, ce bateau a été un succès, qu'il soit en version quillard, dériveur, marconi ou houari. Plus de 500 unités à travers l'Europe firent de lui le premier yacht de série dans les années 1946 à 1950.

## Description
Ces bateaux sont construits en bois, y compris la mâture sauf exception (aluminium sur certains exemplaires). Ils mesurent 6 à 7 m pour environ 2,2 mètres de largeur.
C'est un bateau de ce type dont Alexandre Volabruque (Claude Piéplu) envisage la construction dans le film Le drapeau noir flotte sur la marmite de Michel Audiard.